# جون دبليو. دالي
جون دبليو. دالي (بالإنجليزية: John W. Daly)‏ هو كيميائي وعالم كيمياء حيوية أمريكي، ولد في 8 يونيو 1933 في بورتلاند في الولايات المتحدة، وتوفي في 5 مارس 2008 في مقاطعة مونتغومري في الولايات المتحدة بسبب سرطان البنكرياس.